# Tom Berkmann
Tom Berkmann (* 1988 in Bad Tölz) ist ein deutscher Jazzmusiker (Kontrabass, Komposition) und Toningenieur.

## Leben und Wirken
Berkmann, der in den bayerischen Alpen aufwuchs und über die Plattensammlung seiner älteren Schwestern zur Musik kam, spielte zunächst Gitarre, bevor er den Kontrabass entdeckte. Seit dem 13. Lebensjahr erhielt er zunächst klassischen Unterricht auf dem Instrument. 2005 wurde er Mitglied des Landesjugendjazzorchesters Bayern unter der Leitung von Harald Rüschenbaum. Als Jungstudent erhielt er Unterricht bei Paulo Cardoso am Richard-Strauss-Konservatorium in München. Nach dem Abitur zog er nach Berlin, um am Jazz-Institut Berlin zu studieren. Als DAAD-Stipendiat absolvierte er an der Manhattan School of Music in New York ein Master-Studium bei Jay Anderson, Phil Markowitz und David Liebman. Zusätzlich studierte er Audiotechnologie an der Technischen Universität Berlin (Master of Science).
Mit dem Pianisten Tony Tixier und dem Schlagzeuger Mathias Ruppnig sowie wechselnden Saxophonisten gründete er das dem Modern Jazz verpflichtete Quartett Scopes; bei Whirlwind Recordings veröffentlichte es die Alben Scopes (2019) und Age of Reason (2021). Er gehörte zu den Bands von Tobias Meinhart  und Ganna Gryniva. Ferner arbeitete er mit Matt Savage, Ed Kröger und Joachim Kühn/Klaus Scheuermann. Er ist auch auf Alben von Ben Bryden, Doron Segal, Robert York sowie Khaled Kurbeh & Raman Khalaf Ensemble zu hören. Zudem arbeitete er als Filmkomponist. Weiterhin ist er in den Bereichen Recording, Mixing und Mastering von Konzerten und Studioaufnahmen tätig.

## Preise und Auszeichnungen
Im Duo „Tandem“ mit dem Saxophonisten Sebastian Wehler nahm Berkmann 2006 mit „hervorragendem Erfolg“ beim Landeswettbewerb Jugend jazzt teil. Beim Internationalen Kontrabass-Wettbewerb Bass 2010 in Berlin war er einer der Semifinalisten in der Jazz-Kategorie. Als Komponist erhielt er 2013 für seine Mitwirkung am Soundtrack von „Oh Boy“ den Deutschen Filmpreis (Beste Filmmusik) sowie im Rahmen der Berlinale den Deutschen Kritikerpreis, ebenfalls in der Kategorie „Beste Filmmusik“.